# Campo Grande (Rio de Janeiro)
Campo Grande és un barri de la zona oest de la ciutat de Rio de Janeiro, al Brasil. És un barri popular, situat a uns quaranta quilòmetres del centre de la ciutat. Aquesta distància és considerable i la carretera que porta a aquest barri és l'Avenida Brasil. S'hi va instal·lar una fàbrica de la marca de pneumàtics francesos, Michelin. Avui el barri té la infraestructura completa d'una urbs amb una densa xarxa de serveis: comerç, lleure, escoles, botigues, hospitals, clínics i serveis variats.

## Història
El barri es va crear amb l'arribada d'una delegació de l'orde religiós catòlic de la Companyia de Jesús, fundada l'any 1534 per un grup d'estudiants de la Universitat de París. Els religiosos, que hi van tenir una granja des de la fi del segle xvi cap a mitjan segle xviii, hi van fer construir carreteres, ponts i canals de rec. Tanmateix, els religiosos de la Companyia de Jesús van ser expulsats del Brasil pel Marquès de Pombal l'any 1759. La granja dels Jesuïtes era tan important per al govern colonial que les seves terres no van ser subhastades després de l'expropiació, i van ser incorporades als actius oficials de la colònia.
Entre 1760 i 1770, a l'antiga granja del Mendanha, el jesuïta Antonio Couto da Fonseca va plantar els primers cafetars, que van prosperar de manera extraordinària. Com la regió era una zona clarament rural, els establiments humans eren limitats a la proximitat de les granges i les plantacions i els petits pobles de pescadors al llarg de la costa. A la fi del  segle xviii, la parròquia de Campo Grande va començar a prosperar. Es va desenvolupar un nuclia urbà a partir del veïnat de l'església de Nossa Senhora do Desterro, per la presència d'un pou a prop de l'església. A Campo Grande, com a tota la ciutat, l'aprovisionament públic en aigua era un factor d'atracció i de desenvolupament.
L'any 1808, quan la cort reial portuguesa va arribar a Brasil, la ciutat de Rio de Janeiro havia canviat molt, i totes les zones rurals estaven generalment afectades. Les activitats econòmiques i culturals s'havien accelerat, i el camp s'havia girat cap a l'aprovisionament de productes agrícoles per a la ciutat, aprofitant també els avantatges aportats per la presència de la cort reial a Rio
A la segona meitat del  segle xix, la regió va obtenir una estació del ferrocarril D. Pedro II, a Campo Grande. El ferrocarril ha transformat aquesta regió rural en una zona més urbana. L'any 1915, els tramvies tirats per cavalls han fet lloc a tramvies elèctrics, la qual cosa permetia una més gran mobilitat i la integració dels centres semi-urbans ja formats a la vora del barri. Aquest esdeveniment ha subratllat el creixement del barri central de Campo Grande incrementant un comerç interior intens.
Amb les crisis de la cultura del cafè, la zona es gira cap a una nova activitat, la indústria dels cítrics. Des del començament del segle xx fins als anys 1940, Campo Grande era una regió productora de taronges, la qual cosa li ha valgut el nom de « Citrolàndia ». Des dels anys 1960, amb l'obertura de noves carreteres i la millora de la infraestructura urbana, el barri ha començat a rebre un nombre creixent de fàbriques, en particular a la indústria alimentària, de les begudes, de l'acer, i farmacèutic. Des de llavors, el nombre d'habitants, els seus ingressos i la seva importància econòmica no ha parat de créixer.

## Característiques del barri
Molt alunyat del centre de la ciutat de Rio de Janeiro, el barri funciona gairebé com una ciutat independent. Tanmateix, oficialment, pertany a la ciutat de Rio, però repetidament la seva emancipació de la ciutat ha estat discutida. El barri disposa d'una immensa xarxa de botigues, galeries comercials, supermercats i grans superfícies. Hi ha igualment moltes escoles, restaurants, bancs, un teatre, un estadi de futbol, clubs de lleure i piscines públiques, i una escola de samba. El Campo Grande Atlético Clube, hi té la seva seu, un dels principals clubs de futbol de Rio que va ser el campió nacional del Campionat del Brasil Sèrie B l'any 1982.

## Galeria

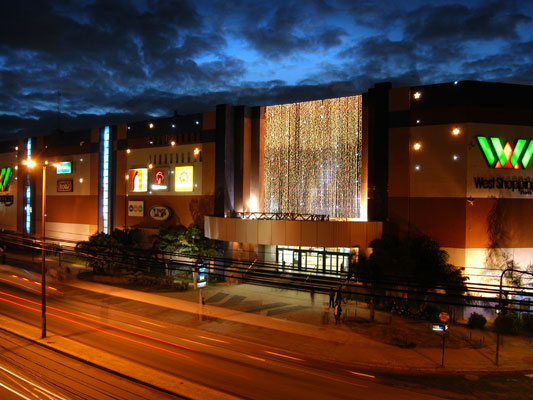
Un dels centres comercials del barri
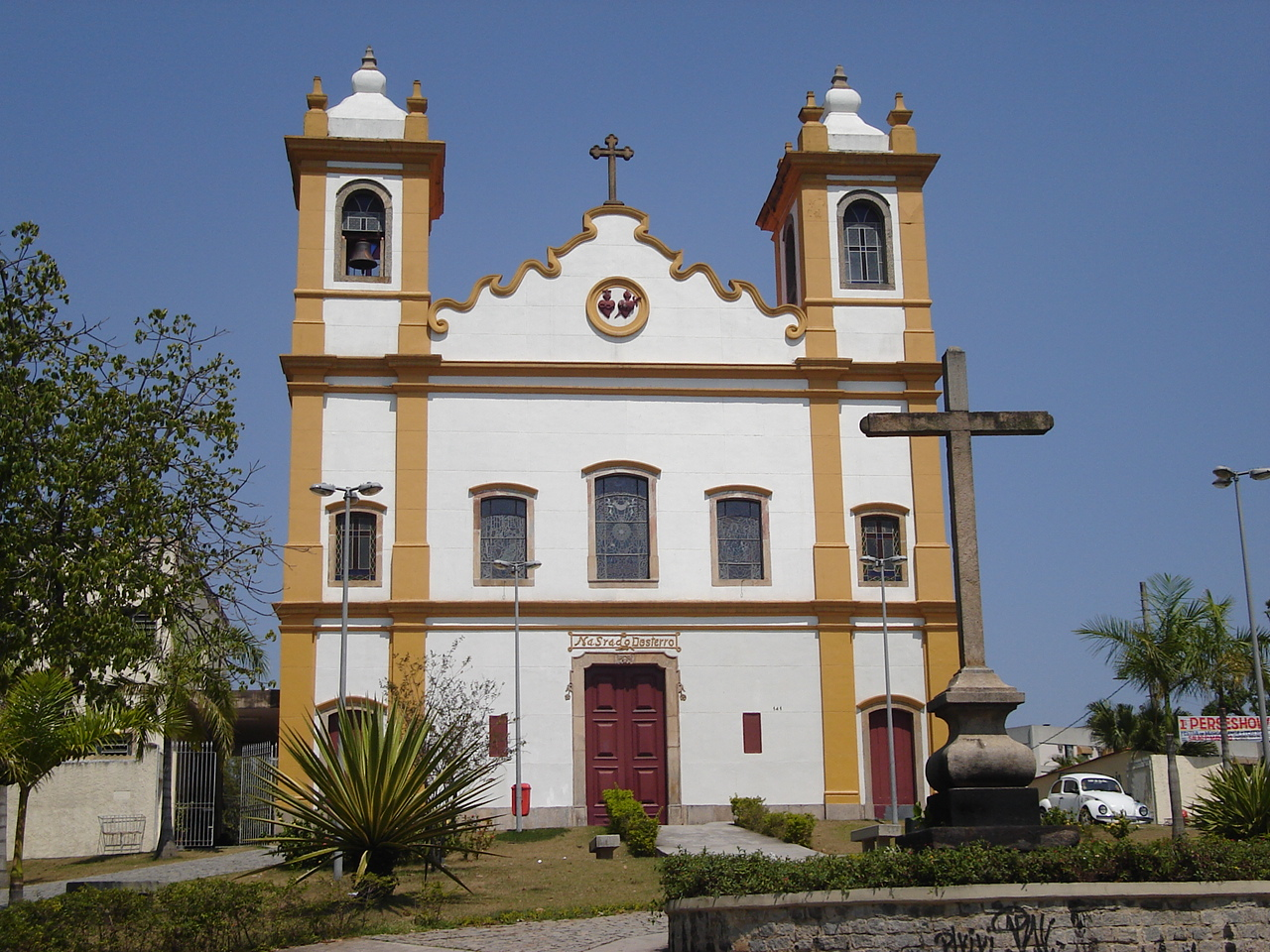
Església Nossa Senhora de Desterro
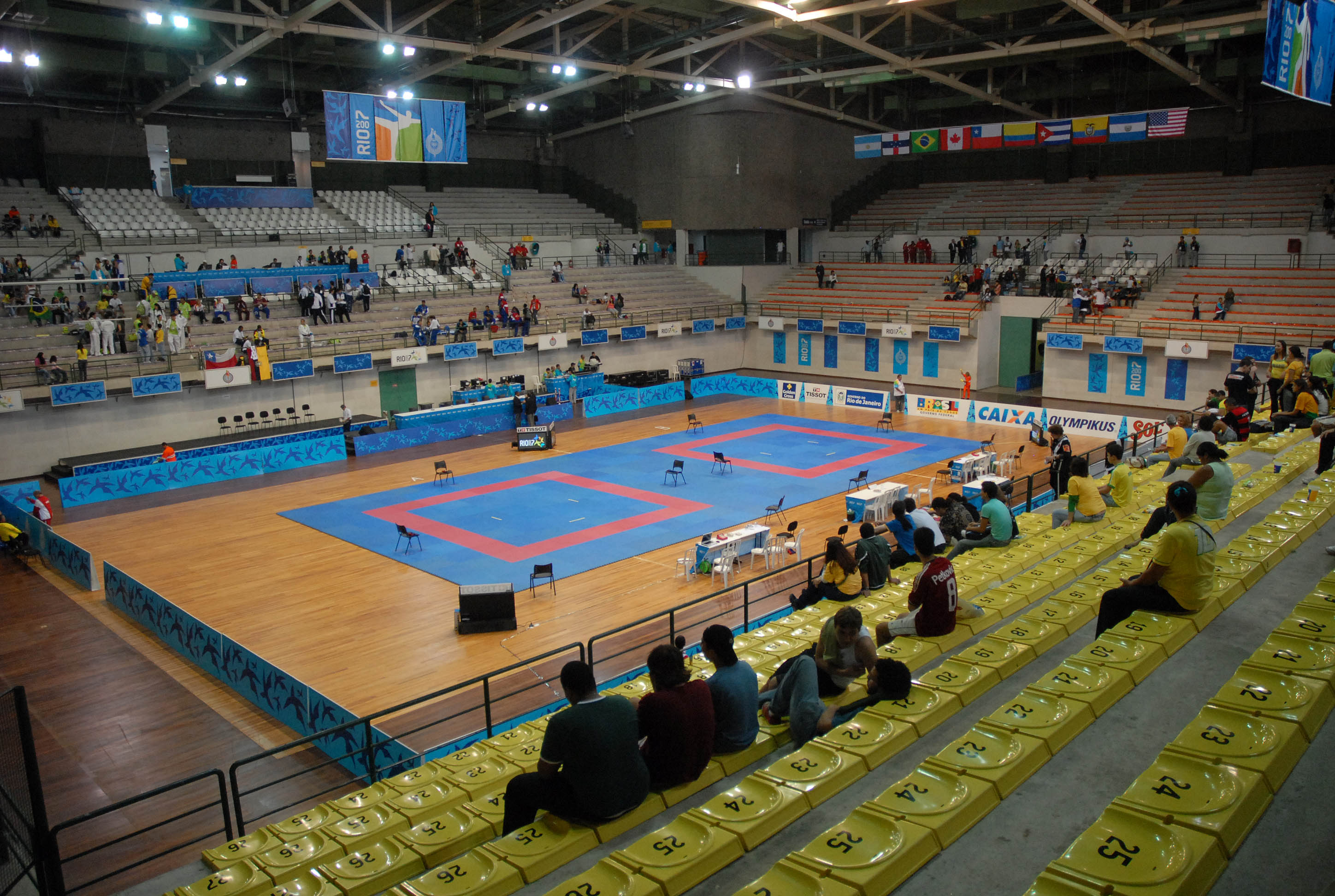
El centre esportiu Miécimo da Silveira ha acollit algunes competicions dels Jocs panamericans de 2007.